# Mansa Musa
Musa I (ur. ok. 1280, zm. 1337) lub Mansa Musa – dziesiąty Mansa (tytuł oznaczający "cesarza" lub "zdobywcę"), który rządził Imperium Mali w latach 1312–1337. Znany ze sławnej pielgrzymki do Mekki oraz jako mecenas nauki.

## Życiorys
Kiedy Musa obejmował władzę, Imperium Mali w dużej części składało się z terytorium podbitego Imperium Ghany i obejmowało tereny obecnego Mali, Gwinei, Senegalu, Mauretanii oraz Gambii. 
Podbił 24 miasta wraz z otaczającymi je dzielnicami i nosił wiele tytułów, takich jak Emir z Melle, Władca kopalni Wangary i Zdobywca Ghanaty. Za jego panowania Imperium Mali osiągnęło szczyt swojej świetności i było prawdopodobnie największym wydobywcą złota na świecie. Samego Musę uważa się za jednego z najbogatszych ludzi w dziejach, chociaż nie sposób dokładnie oszacować rozmiarów jego majątku. 
Był pobożnym muzułmaninem i propagował w swoim imperium islam, który zapewniał mu wejście w krąg oddziaływania rozwiniętej kultury wschodniej części Morza Śródziemnego.
Sławę w północnej Afryce i na Bliskim Wschodzie zapewniła mu odbyta w latach 1324-1325 pielgrzymka do Mekki, która miała zarówno podłoże religijne, jak i polityczne. Jej trasa wiodła przez Walatę, Tuat (obecna Algieria) i Kair. Aby sfinansować podróż, Musa nałożył na poddanych specjalny podatek. Orszak Musy miał składać się z 60 tys. ludzi odzianych w brokat i perski jedwab, w tym 12 tys. niewolników niosących złote sztabki. 500 niewolników wyposażonych w zdobione złotem laski bezpośrednio poprzedzało podróżującego konno władcę. Złotem obładowanych było także 80 wielbłądów. Musa nie tylko zapewnił żywność dla całego orszaku, ale też szczodrze obdarowywał ludność w miastach na trasie pielgrzymki, a w każdy piątek rzekomo budował jeden meczet. Jego hojność była tak wielka, że na kilkanaście lat doprowadziła do spadku wartości złota.
W Kairze Musa początkowo odmówił złożenia wizyty sułtanowi, aby uniknąć nakazanego zwyczajem całowania ziemi przed obliczem sułtana i całowania jego rąk. Ostatecznie spotkał się z sułtanem, jednak złożony podczas tej wizyty pokłon określił jako hołd złożony Allahowi, podkreślając tym samym swoją suwerenność.
Także w Mekce i Medynie Musa rozdawał złoto, pozyskując w ten sposób m.in. poetę i architekta Es-Sahelego, który towarzyszył mu później do Mali i w stolicy Niani zbudował salę audiencji. W drodze powrotnej władca, wyczerpawszy swoje zasoby, zmuszony był zaciągnąć pożyczkę u kupców w Kairze. Kosztowna pielgrzymka pozwoliła jednak Musie spełnić jego cele polityczne, zapewniając mu szeroki rozgłos w krajach arabskich, a także chrześcijańskich krajach śródziemnomorskich.
Podczas pielgrzymki Musy jeden z jego dowódców, Sagmandia, podbił Gao, stolicę Songhai, i tym samym poszerzył granice Imperium Mali. W drodze powrotnej Musa odwiedził Gao oraz Timbuktu, drugie ważne miasto w Songhai, i w obu tych miastach zlecił budowę meczetów. Za panowania Musy Timbuktu stało się ośrodkiem nauki i kultury, przyciągając uczonych ze świata muzułmańskiego, przede wszystkim zaś historyków, prawników i teologów, którzy podłożyli podwaliny pod Uniwersytet Sankore. 

## W kulturze popularnej
Mansa Musa pojawia się jako przywódca cywilizacji malijskiej w czwartej i szóstej części serii gier strategicznych Sid Meier's Civilization.

## Literatura
- Michał Tymowski: Historia Mali. Wrocław: Zakład Narodowy im. Ossolińskich, 1979. ISBN 83-04-00212-4. Brak numerów stron w książce